# Friedrich Brinkmann (Architekt, 1879)

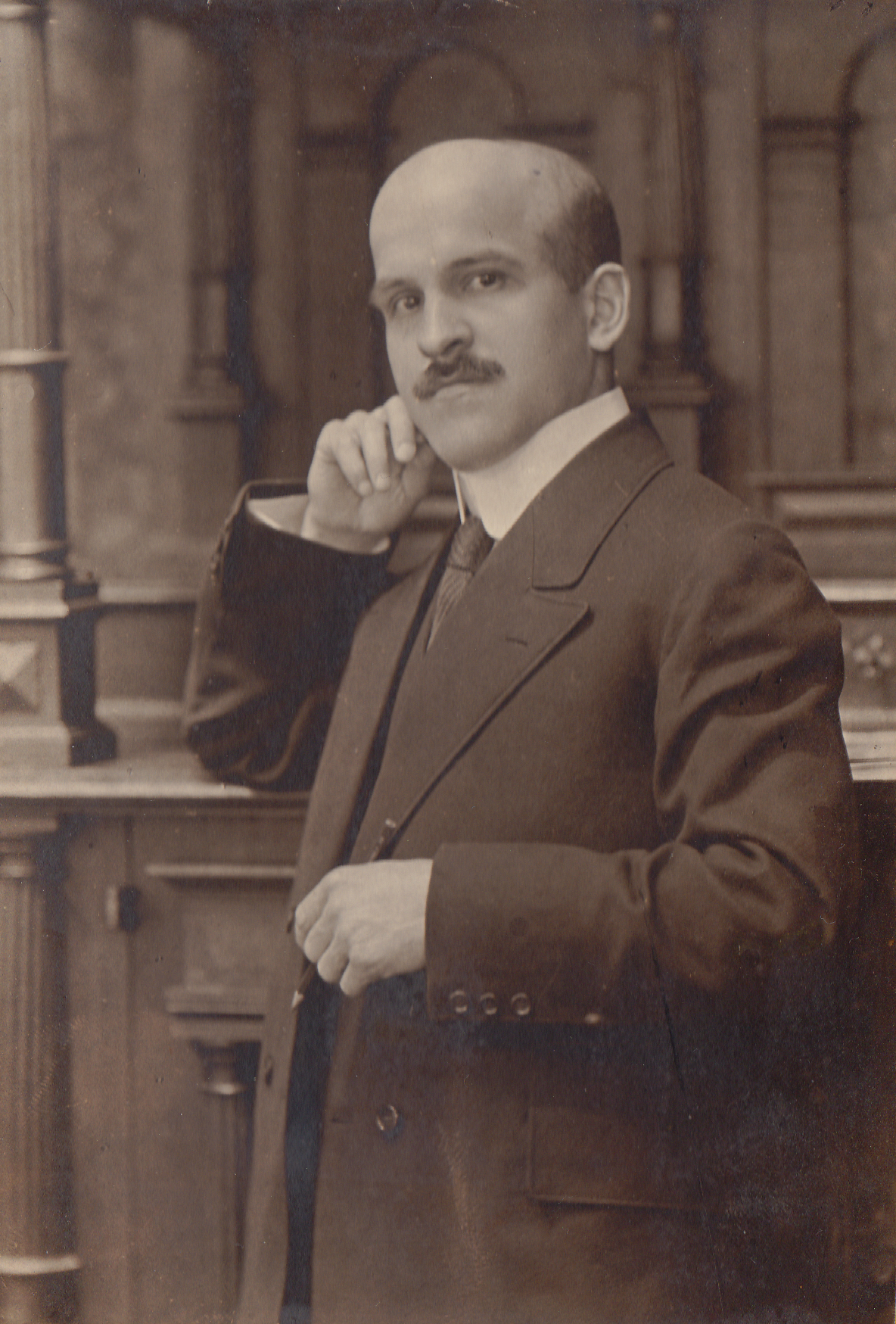
Friedrich Brinkmann (1921)

Friedrich Wilhelm Brinkmann (* 1. November  1879 in Pivitsheide bei Detmold; † 21. Juli 1945) war ein deutscher Architekt, der in den 1920er Jahren etliche Bauten im Stil des Expressionismus schuf.

## Leben
Brinkmann wurde als Sohn eines Landwirts in Pivitsheide bei Detmold geboren. Nach seiner Schulzeit erlernte er zunächst das Tischler- später das Zimmermannshandwerk, besuchte die Tischlerfachschule Detmold und arbeitete dort anschließend als Werkmeister in einer Tischlerei. 1906 begann er am Technikum Lage ein Hochbau-Studium, das er mit Belegung einiger Tiefbaufächer ergänzte und 1908 abschloss. Im Jahr darauf studierte er als Hospitant (Gasthörer) an der Technischen Hochschule Darmstadt Architektur.
Danach fand Friedrich Brinkmann Anstellung als Leiter und Architekt in Altheide in der Grafschaft Glatz. Ab 1909 unterrichtete er freiberuflich am Polytechnischen Institut und Technikum Lage die Fächer Darstellende Geometrie, Baukonstruktion, Entwerfen, Perspektive und Freihandzeichnen.
1910 zog es ihn nach Berlin, wo er rasch eine Anstellung als Architekt u. a. in den Architekturateliers von Otto March und Georg und Emil Zillmann fand. 1911 wechselte er zu Otto Kuhlmann, mit dem ihn Herkunft und ein ähnlicher beruflicher Werdegang verband. Bis 1914 arbeitete er an wichtigen Bauprojekten mit, so u. a. an der Gemeindeschule in Berlin-Britz, der evangelischen Kreuzkirche in Graz, dem Hoftheater Detmold, dem evangelischen Gemeindehaus in Neunkirchen (Saar) sowie an Wettbewerbsentwürfen für Rathäuser, Kirchen, Stadthallen, Krankenhäuser, Pfarr- und Gemeindehäuser, Verwaltungsgebäude und Gartenstädten.
Noch vor Ausbruch des Ersten Weltkriegs begann Friedrich Brinkmann als selbständiger Architekt zu arbeiten, in dieser Zeit baute er mehrere Wohnhäuser in Berlin-Charlottenburg. Seine Tätigkeit musste er unterbrechen, als er 1915 als Soldat eingezogen wurde.
Von 1919 bis 1920 war er arbeitslos, nahm jedoch in dieser Zeit erfolgreich an einigen Architekturwettbewerben teil, so u. a. für ein Gymnasium in Forst (Lausitz), eine Sparkassengirozentrale in Hannover, eine Stadthalle in Erfurt sowie ein Kreishaus in Genthin.
In dieser Zeit fand er in Berlin-Friedrichshagen seinen Wohnsitz. Von 1920 bis 1924 war Friedrich Brinkmann im Bauamt der Gemeinde Friedrichshagen, später in der Bauverwaltung (Hochbauverwaltung) des Bezirksamts Köpenick tätig, wo er mit Entwurfsarbeiten, Ausführungszeichnungen für Neu- und Erweiterungsarbeiten von Schulen, Verwaltungs- und Feuerwehrgebäuden sowie Wohnbauten beschäftigt war. Er erarbeitete Entwürfe von Teilbebauungsplänen, Friedhofs-, Sport- oder Parkanlagen und prüfte Bauanträge.
Da ihm die Tätigkeit in der Bauverwaltung nicht sehr zusagte, weil sie seinen eigenen kreativen Architekturvorstellungen nur wenig Raum ließ, wechselte er wieder in die Selbständigkeit. Ab 1925 entstanden zahlreiche öffentliche Bauten und private Wohnhäuser. Typisch für die von ihm gestalteten Fassaden ist die Verwendung von Klinker bzw. Klinkerelementen. Dreieckige Dachgauben, Zackenfriese sowie bildhauerische Elemente – häufig ebenfalls in dreieckiger Form – wie Kelchblütenvasen, Medaillons, Reliefs und Figuren (Bauten für die Köpenicker Bank, Schulen in Eichwalde und Zeuthen) zeichnen seine Bauten aus. Gedanken an seine Lippische Heimat fanden in Details (z. B. die Lippische Rose iun der Einfriedung an der Bayernallee in Berlin-Westend) ihren Niederschlag. Häufig arbeitete er mit dem ebenfalls in Berlin-Friedrichshagen ansässigen Bildhauer Alfred Kräußel zusammen, z. B. bei der Schule in Zeuthen. Er wurde in den Bund Deutscher Architekten (BDA) berufen.
Friedrich Brinkmann war verheiratet mit der Malerin Elfriede Brinkmann-Brose. Er starb im Juli 1945 – gesundheitlich schwer gezeichnet – in einem Außenlager des sowjetischen Speziallagers Buchenwald.

## Bauten und Entwürfe (Auswahl)
- 1914–1915: Wohnhäuser an der Bayernallee in Berlin-Westend
- 1925: Erweiterung der Friedhofskapelle in Berlin-Friedrichshagen
- 1926: Landhaus für Dr. Willmann in Berlin-Friedrichshagen, Ahornallee 38 (unter Denkmalschutz)[2]
- 1927: Erweiterungsbau der Höheren Knaben- und Mädchenschule in Eichwalde (heutiges Humboldt-Gymnasium Eichwalde)[3]
- 1927: Landhaus Borbs in Berlin-Rahnsdorf
- 1927–1928: Bankgebäude für die Cöpenicker Bank eGmbH in Berlin-Baumschulenweg, Baumschulenstraße 92 (unter Denkmalschutz)[4]
- 1927–1928: Bankgebäude für die Cöpenicker Bank eGmbH in Berlin-Kaulsdorf, Planitzstraße 1 (unter Denkmalschutz)[5]
- 1928–1929: Evangelisches Gemeindehaus mit Luthersaal in Berlin-Friedrichshagen, Peter-Hille-Straße / Myliusgarten
- 1932: zehnklassige Gemeindeschule (heute Paul-Dessau-Schule) mit Turnhalle in Zeuthen[6][7]
- 1933: Landhaus Bernecker in Berlin-Friedrichshagen
- 1934: Landhaus Gloeden in Berlin-Friedrichshagen (unter Denkmalschutz)[8]
- 1935: Friedhofsportal in Berlin-Friedrichshagen (unter Denkmalschutz)[9][10][11]
- 1935–1936: Wohn- und Geschäftshaus Geselliushaus in Demmin (unter Denkmalschutz)[12]
- 1938: Landhaus Steuer in Berlin-Rahnsdorf
- 1937: Landhaus für Dr. Rosenplenter in Berlin-Friedrichshagen
- 1930–1941: Wohnbebauung mit 172 Wohnungen des Gemeinnützigen Wohnungsbauverein in Berlin-Karlshorst, Marksburgstraße, Karl-Egon-Straße, Dorotheastraße und Rheingoldstraße

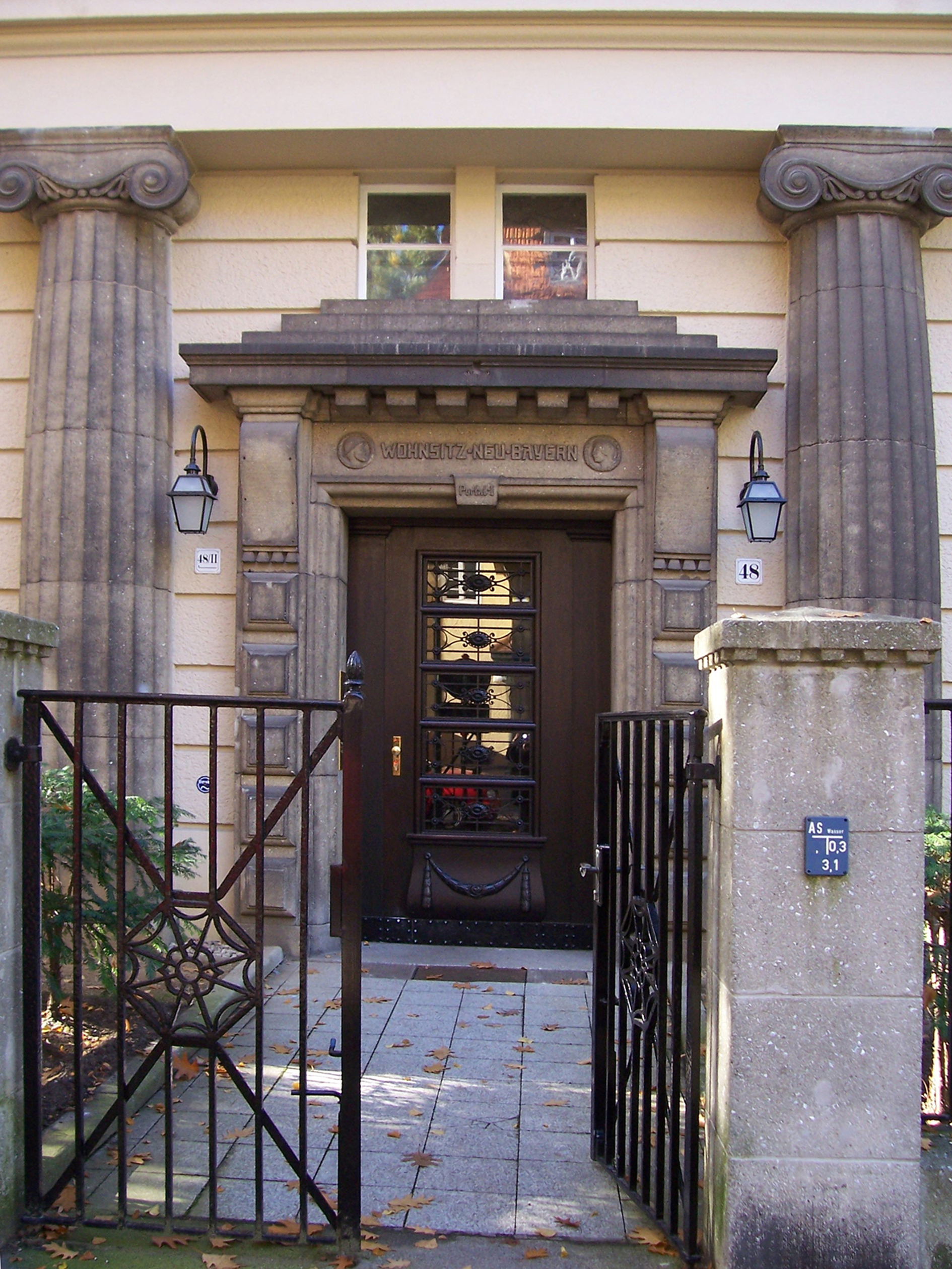
Eingang eines Wohnhauses an der Bayernallee in Berlin-Charlottenburg
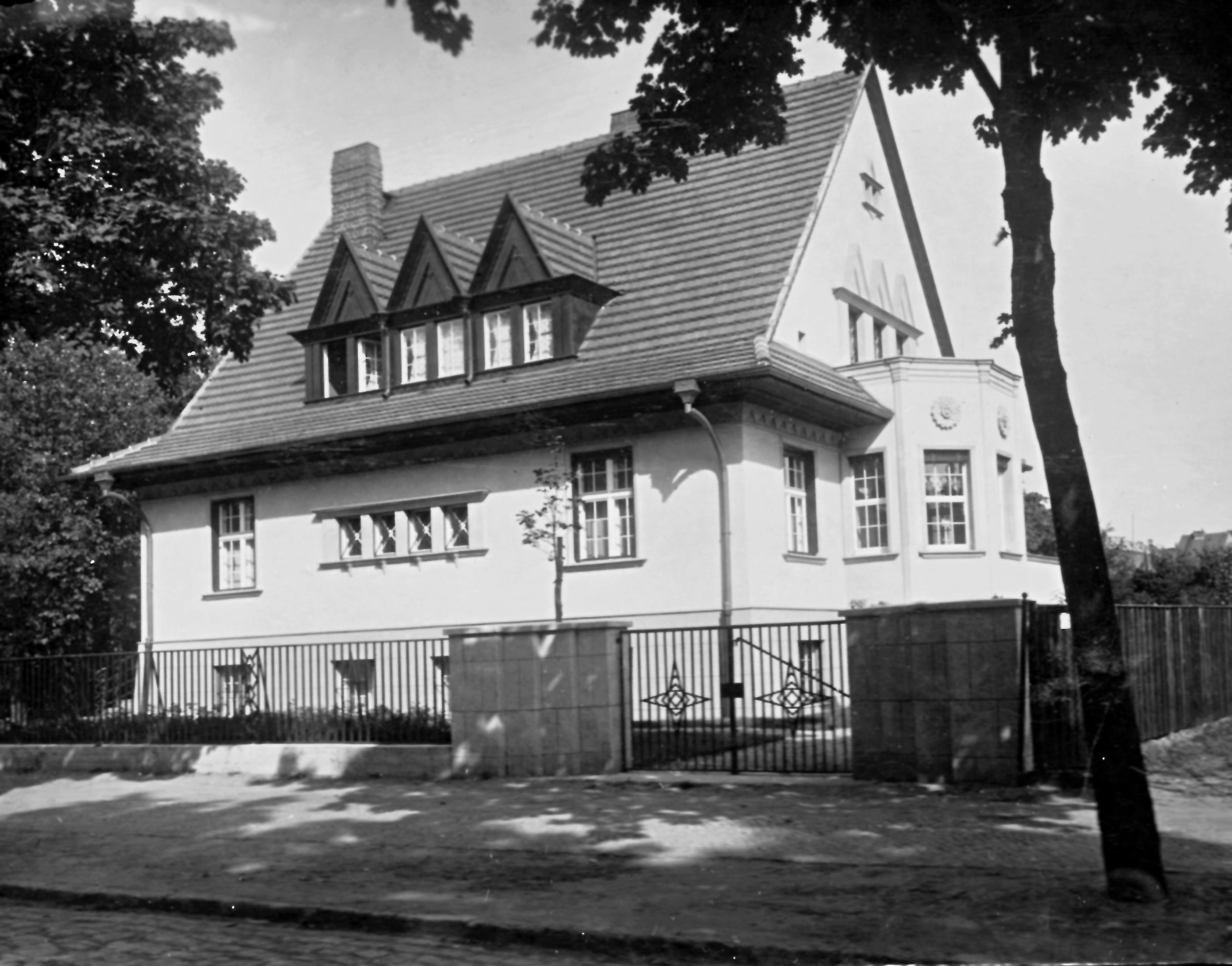
Landhaus Willmann in Berlin-Friedrichshagen
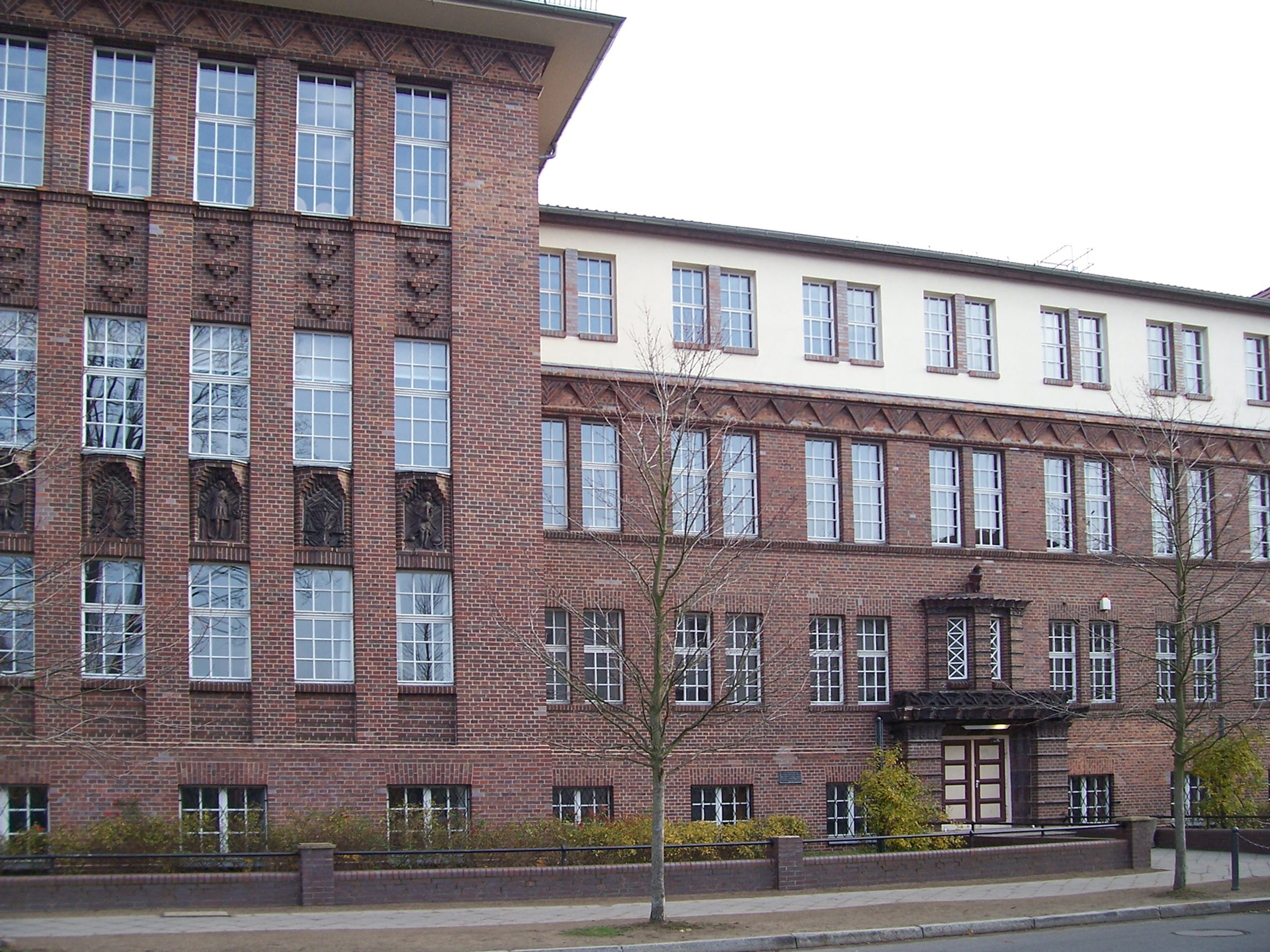
Höhere Knaben- und Mädchenschule (Humboldt-Gymnasium) in Eichwalde
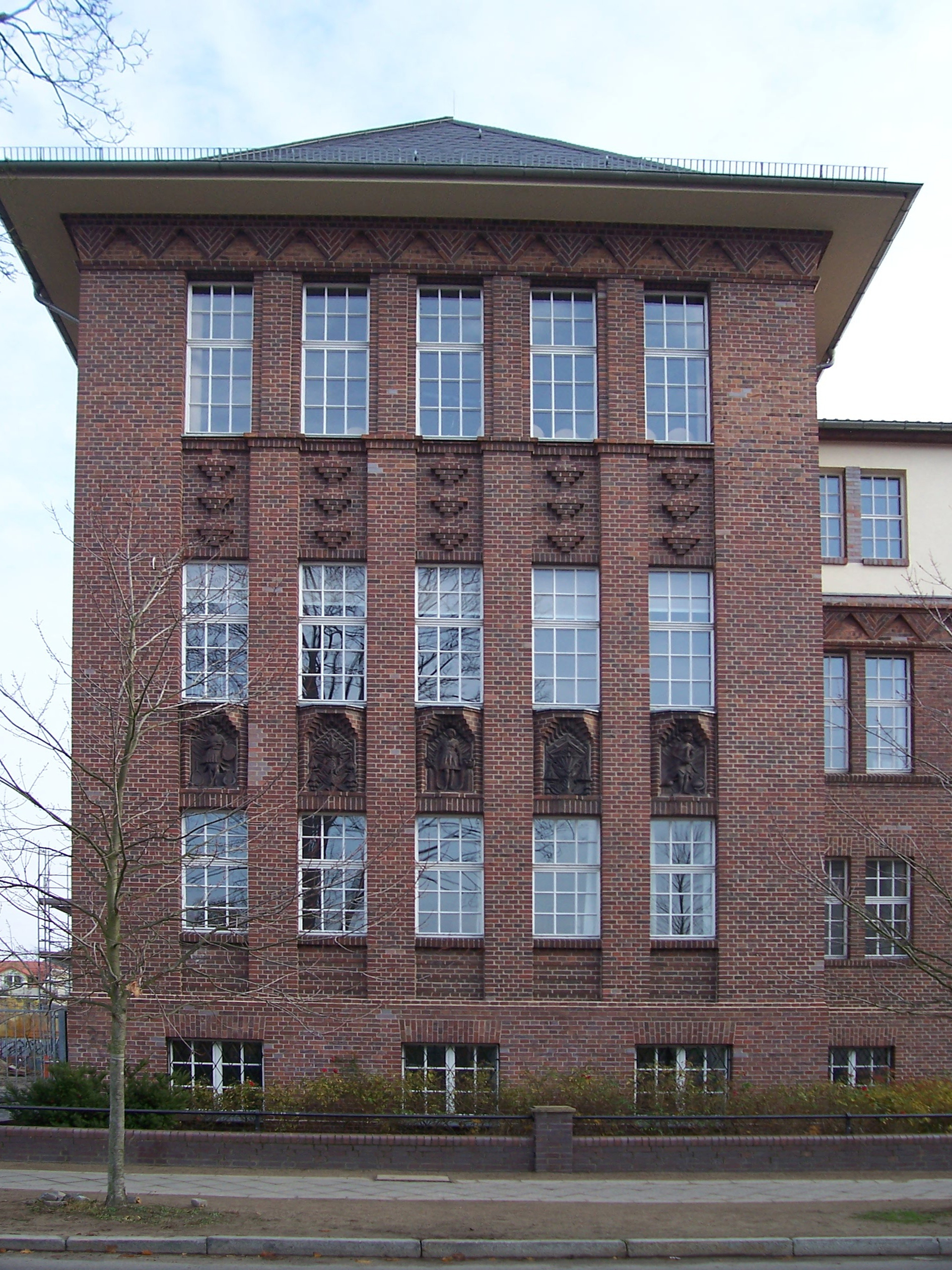
Fassade des Humboldt-Gymnasiums in Eichwalde mit themenbezogenem bildhauerischen Schmuck
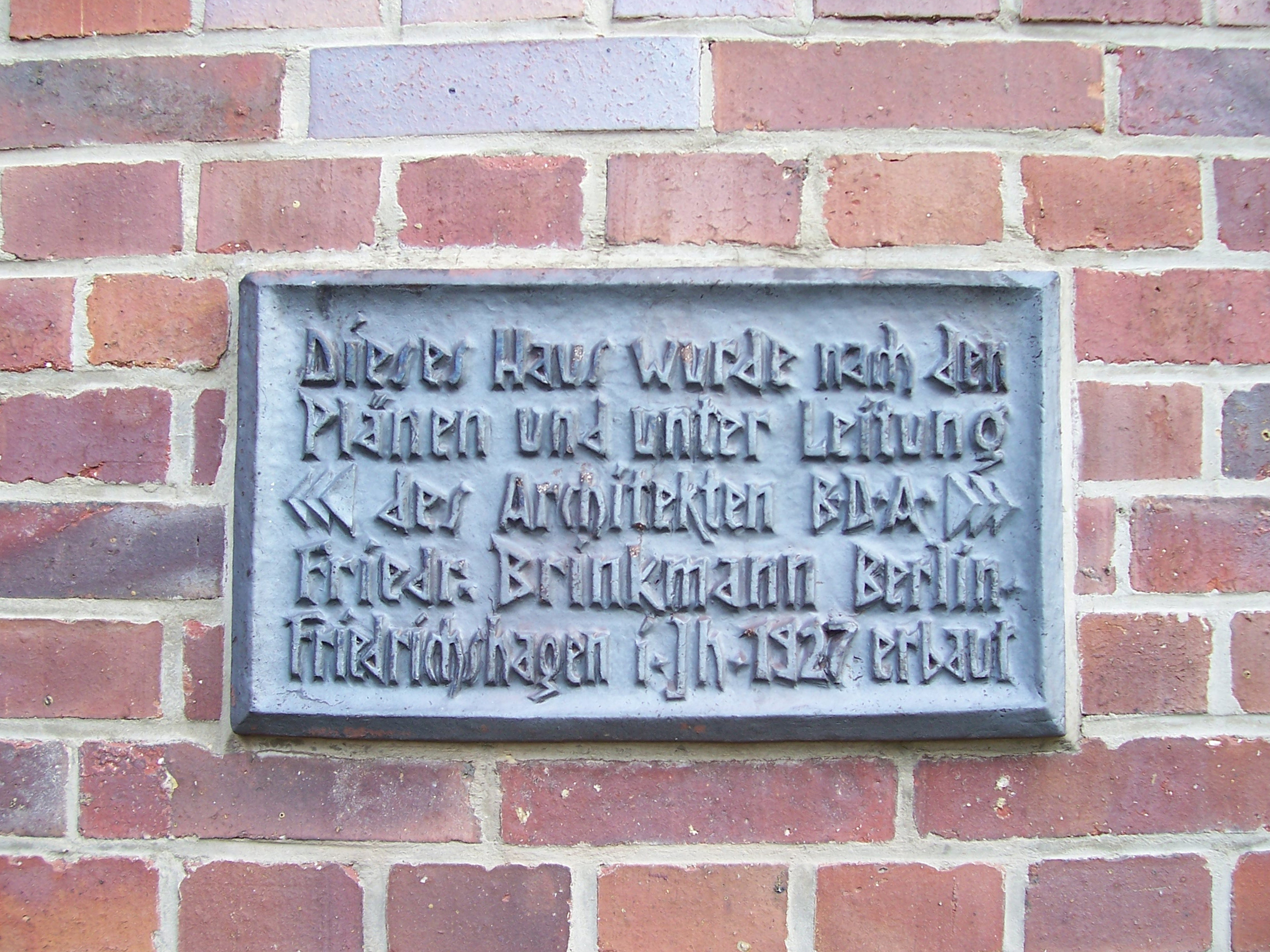
Gedenktafel für den Architekten Friedrich Brinkmann am Gymnasium in Eichwalde
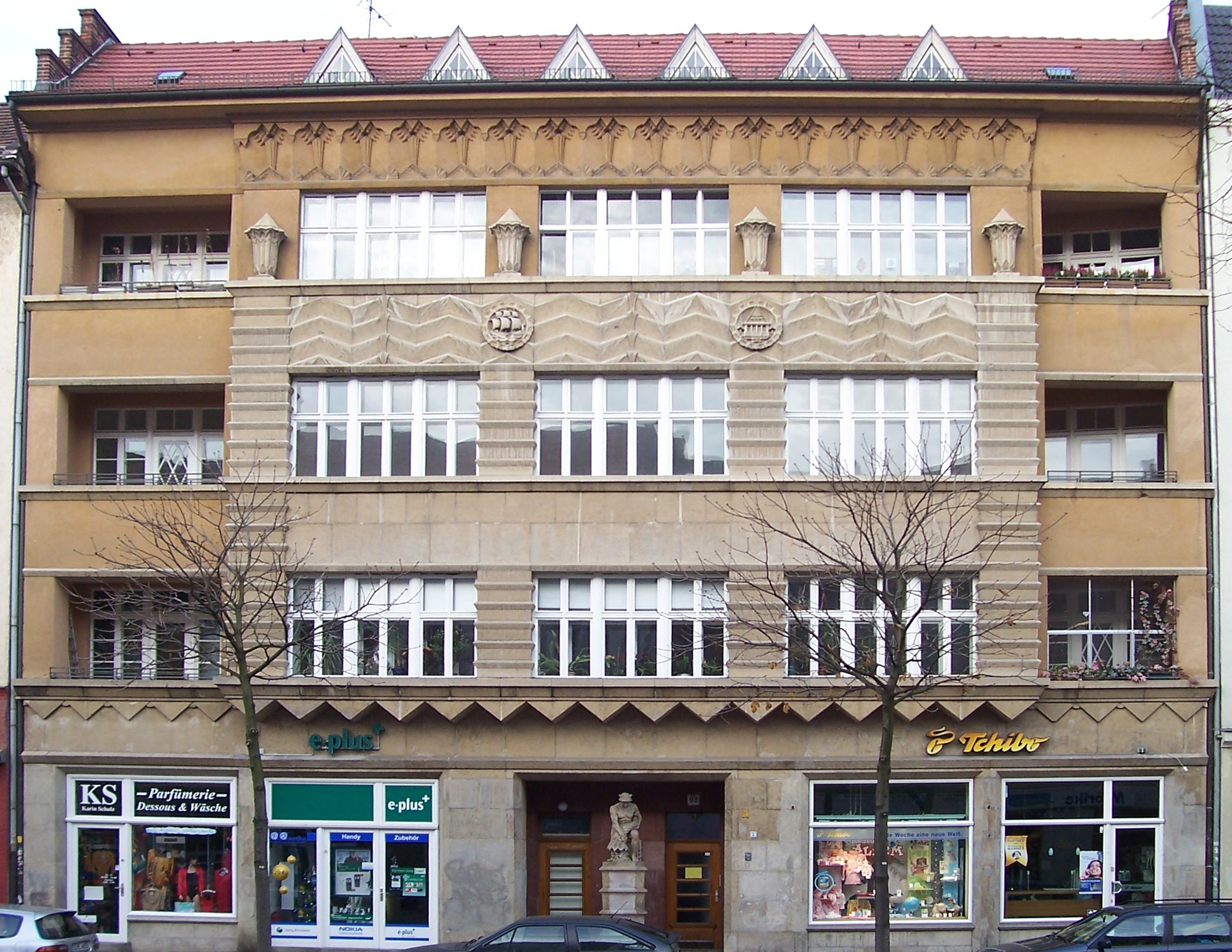
Gebäude für die Cöpenicker Bank in Berlin-Baumschulenweg
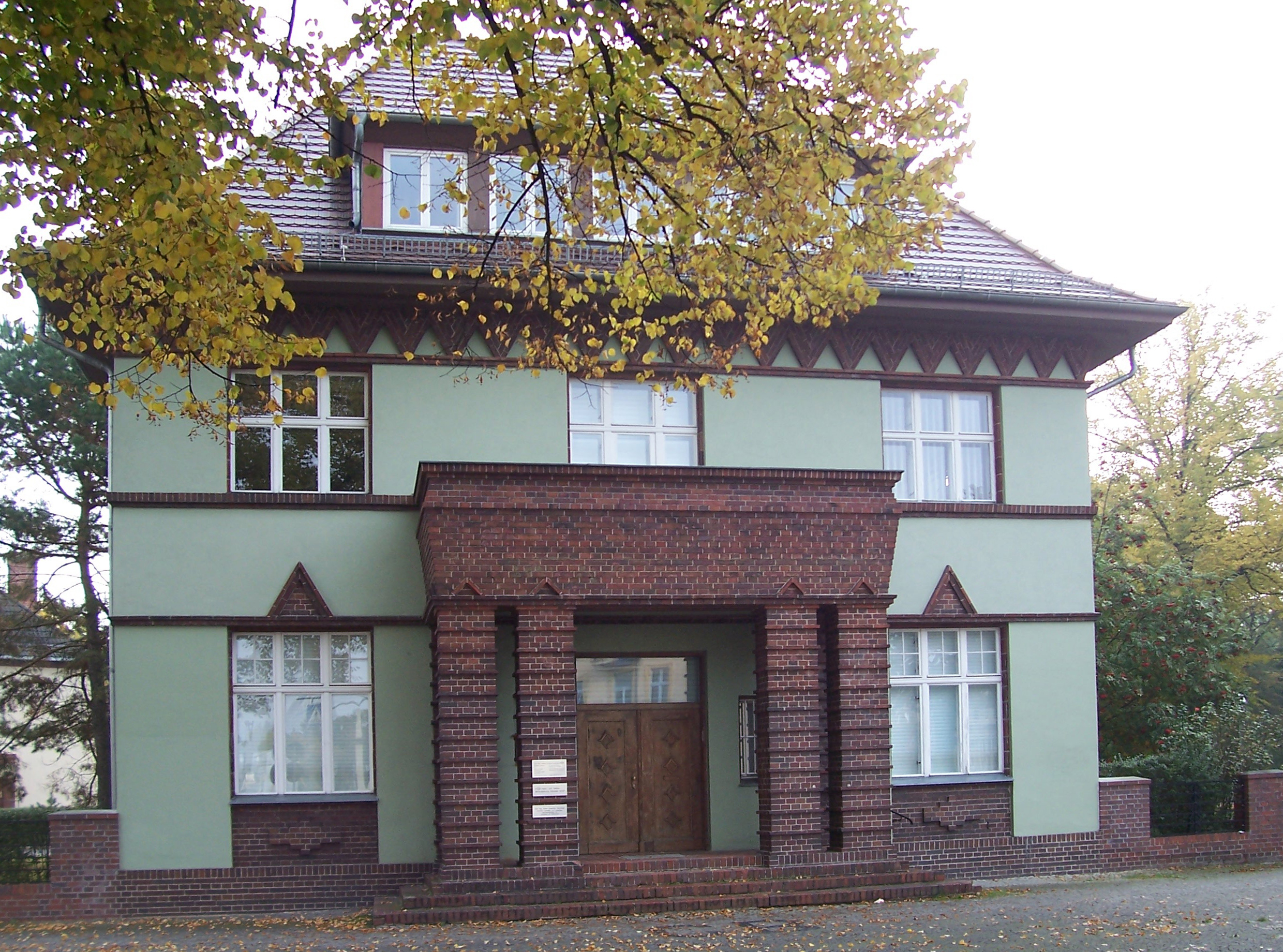
Gebäude für die Köpenicker Bank in Berlin-Kaulsdorf
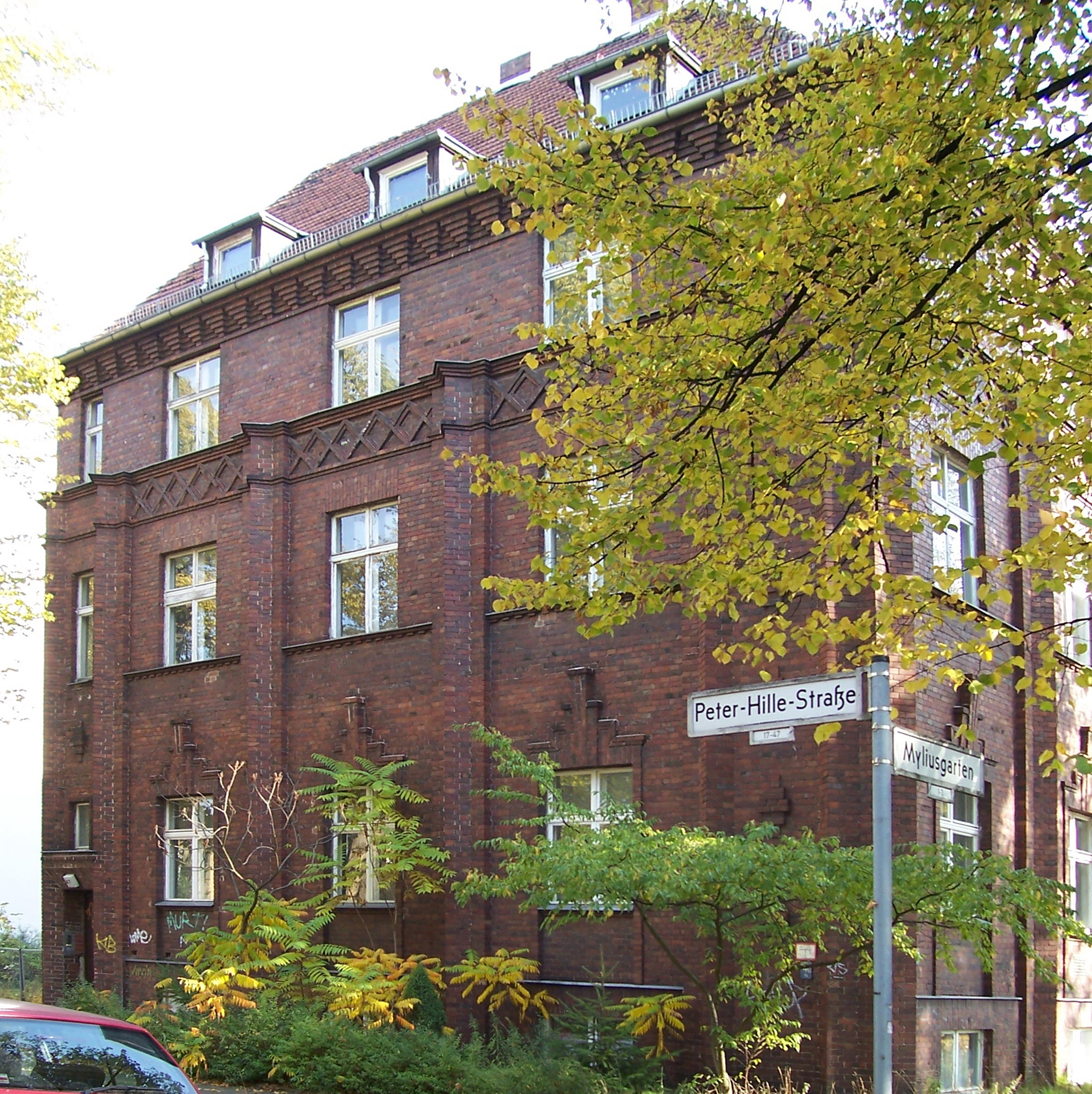
Evangelisches Gemeindehaus mit Luthersaal in Berlin-Friedrichshagen
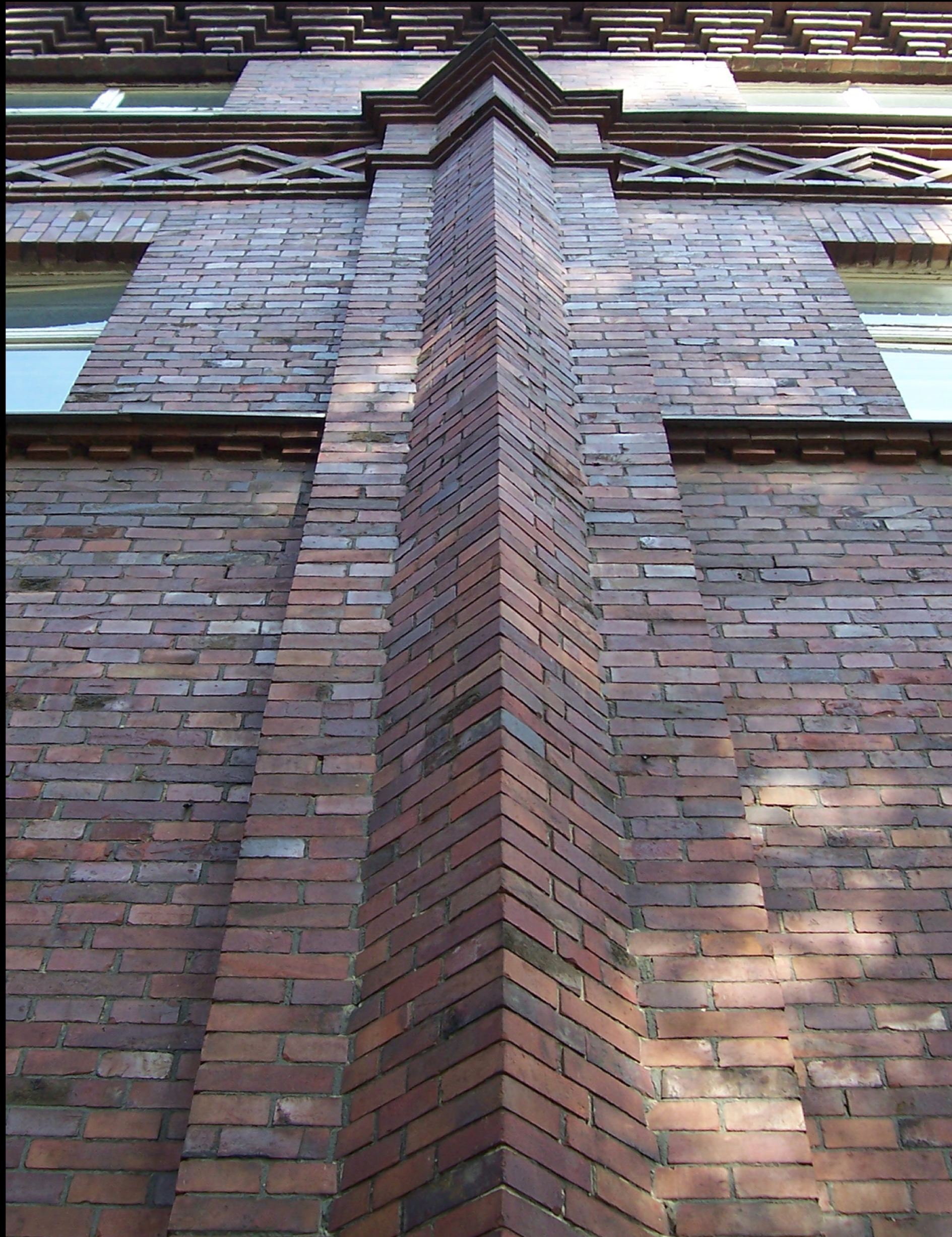
Fassadendetail am evangelischen Gemeindehaus in Berlin-Friedrichshagen
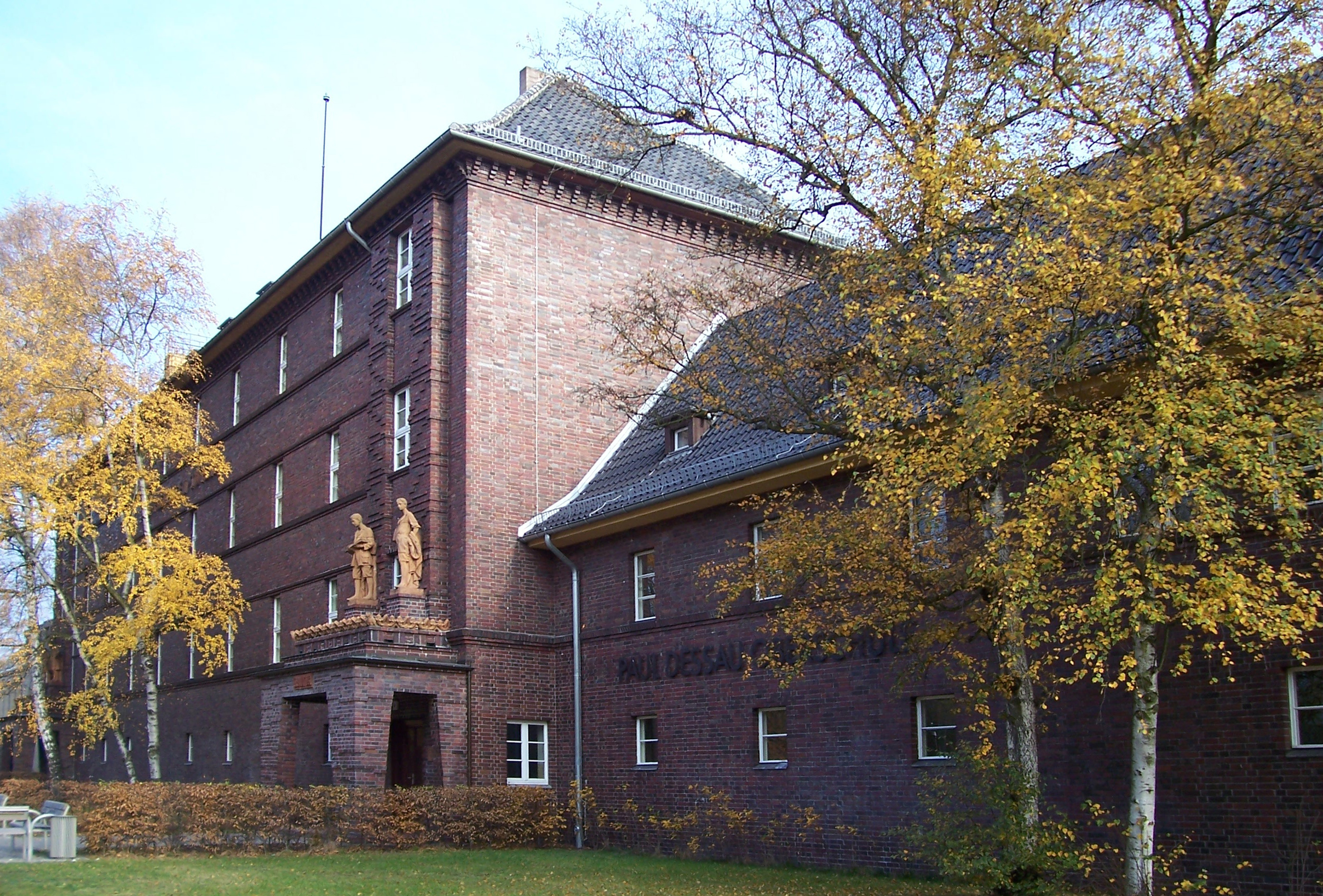
Gemeindeschule mit Turnhalle (Paul-Dessau-Schule) in Zeuthen
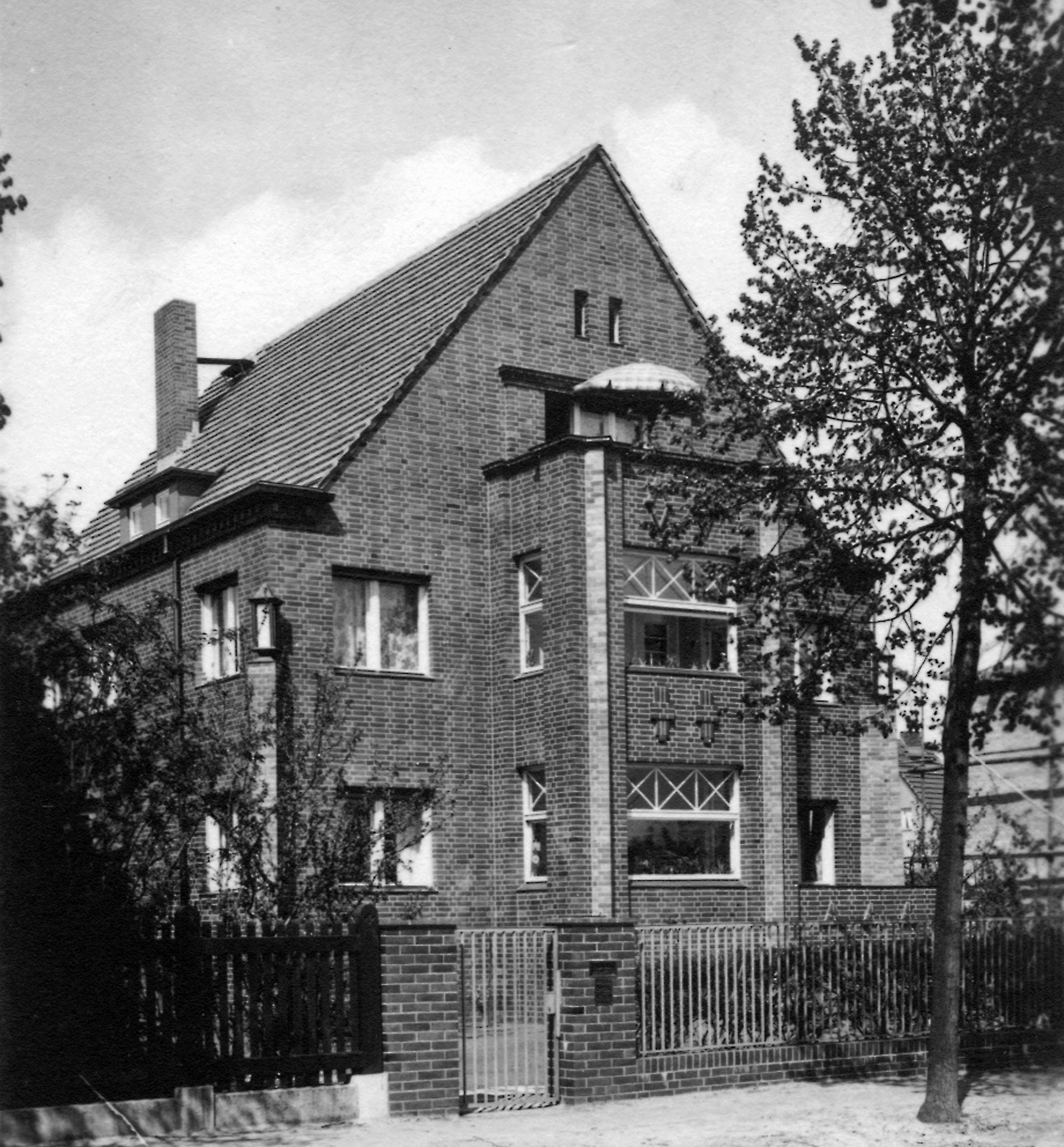
Landhaus Gloeden in Berlin-Friedrichshagen
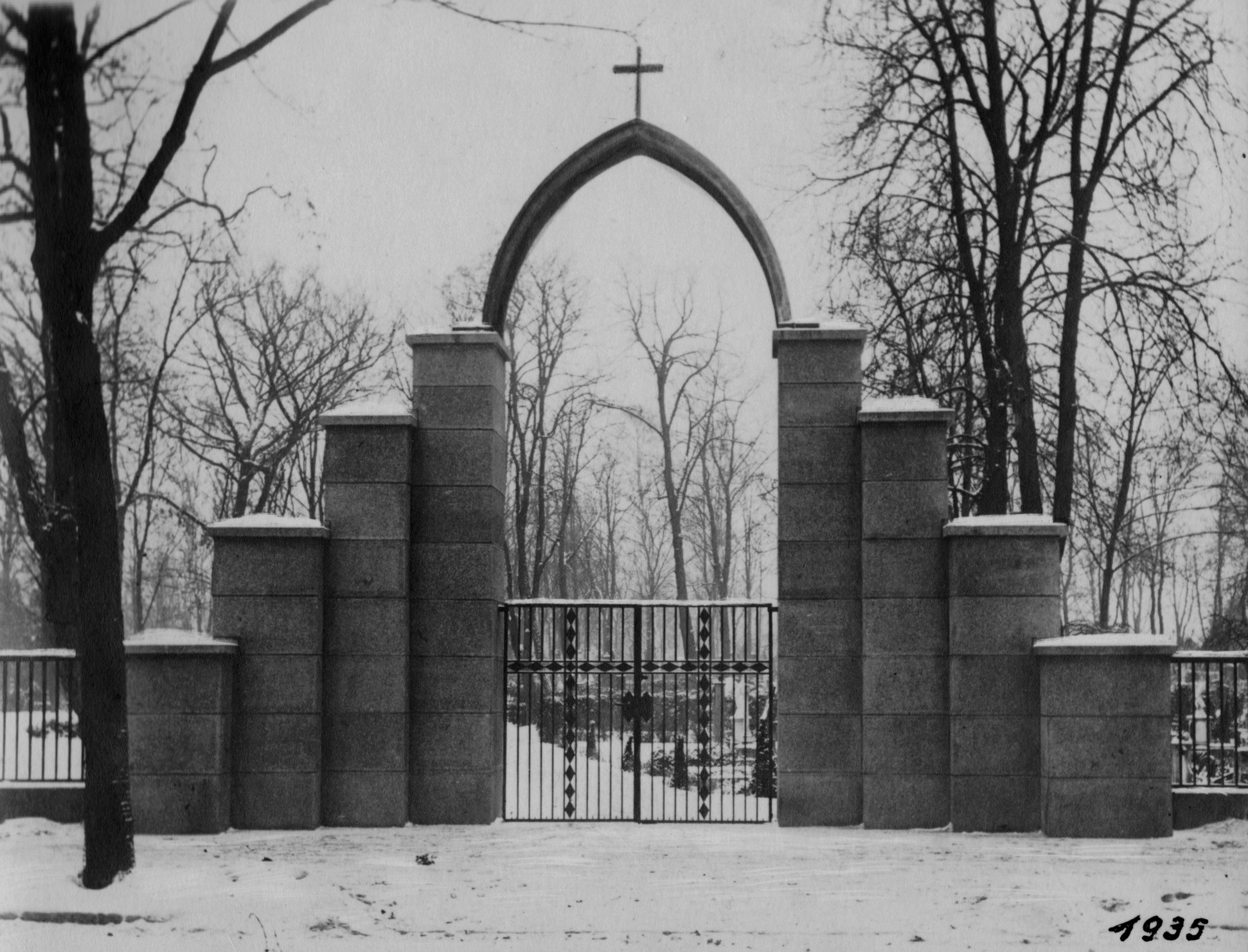
Eingangsportal zum Friedhof Berlin-Friedrichshagen
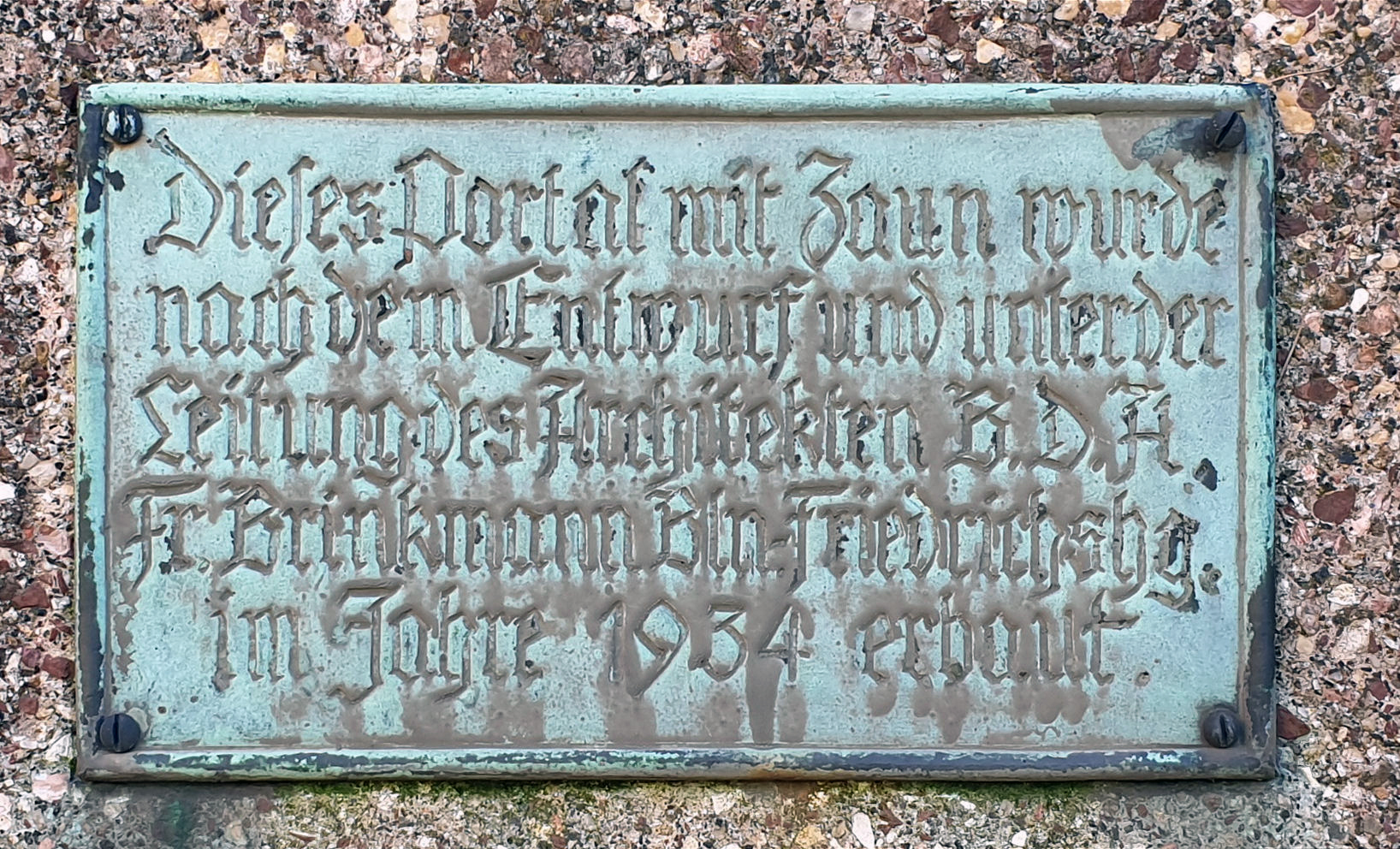
Gedenktafel am Eingangsportal zum Friedhof Berlin-Friedrichshagen
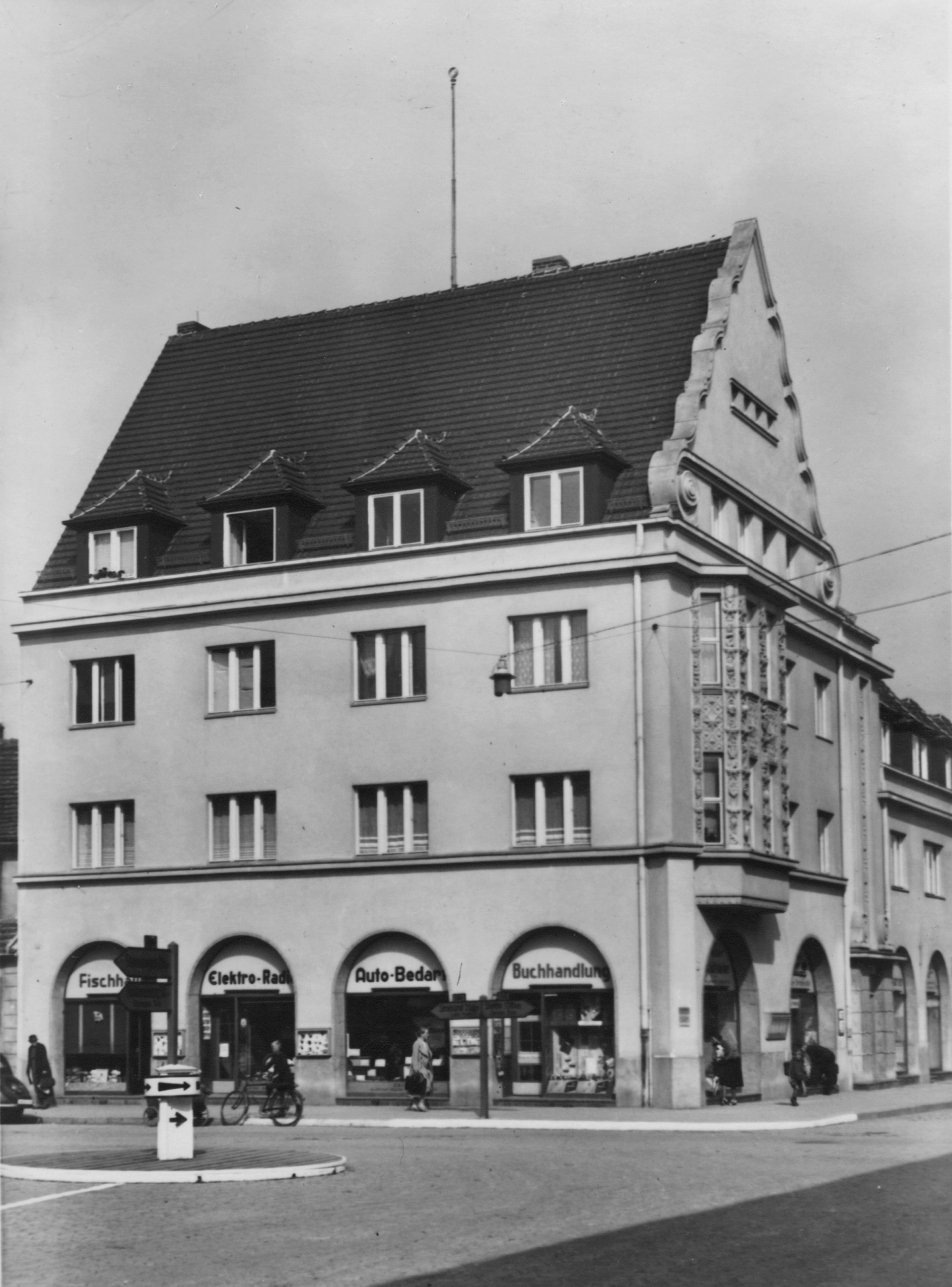
Wohn- und Geschäftshaus Gesellius in Demmin
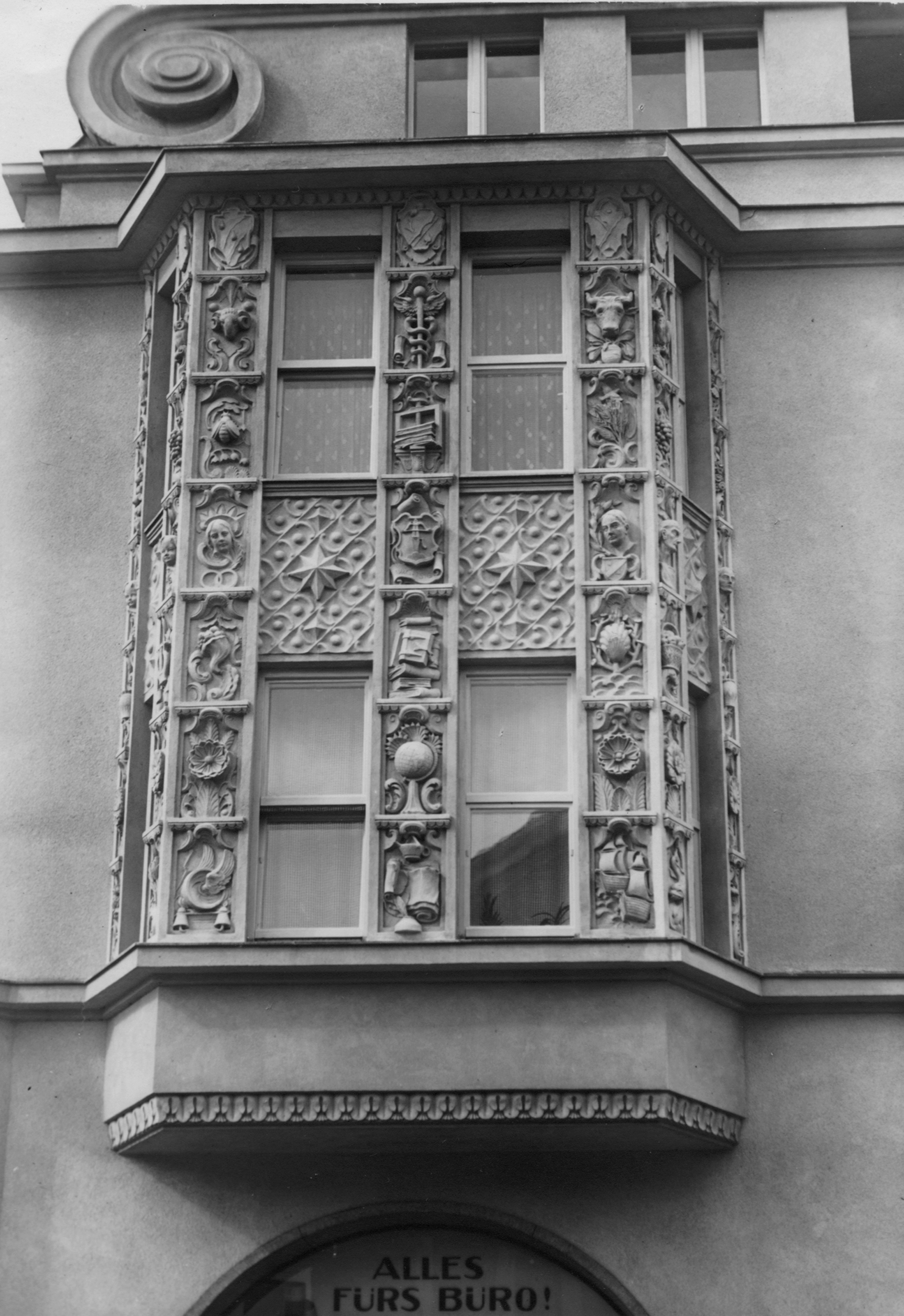
Fassadendetail am Wohn- und Geschäftshaus Gesellius in Demmin
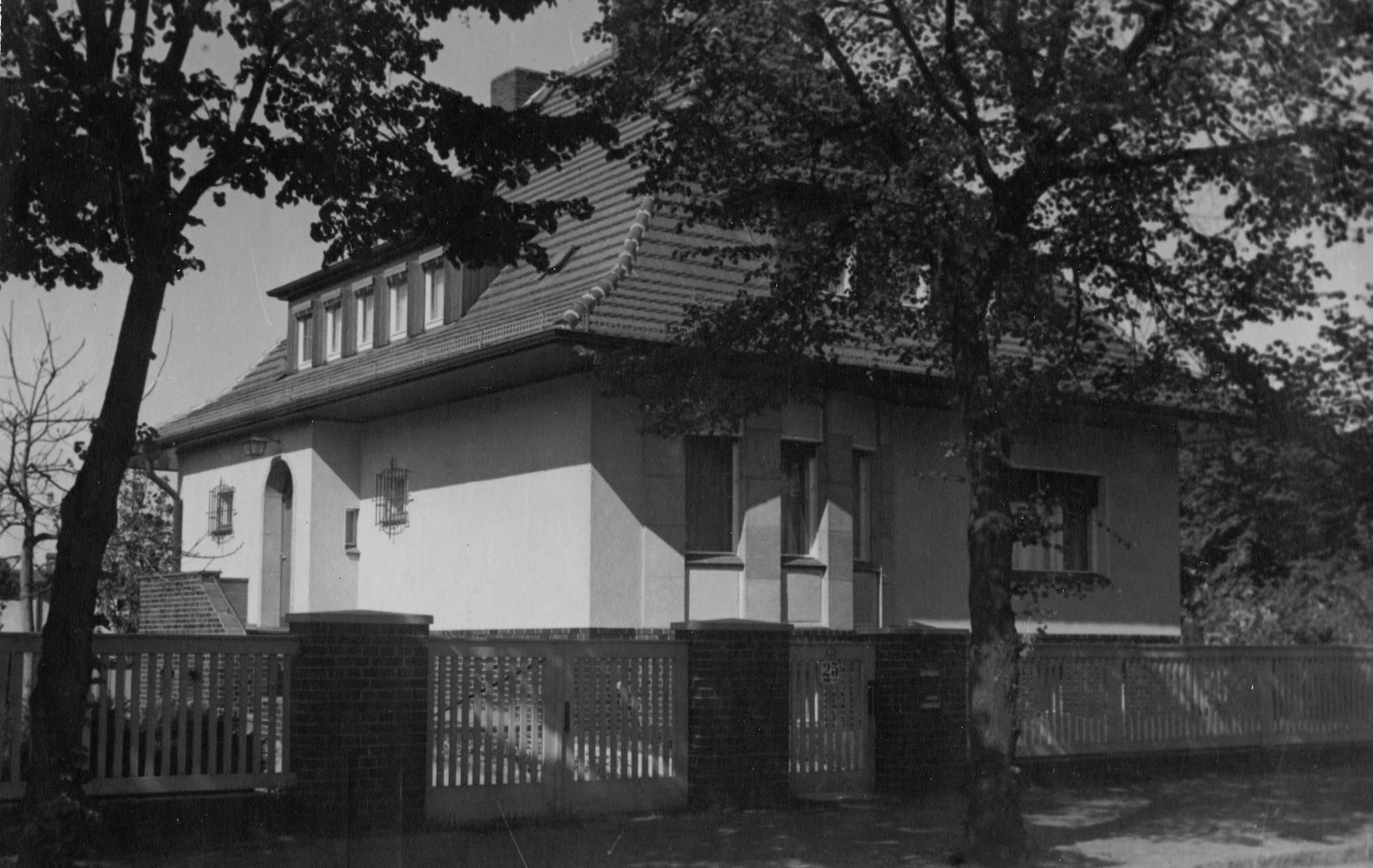
Landhaus Steuer in Berlin-Rahnsdorf